# Aeropuerto de Baker Lake
El Aeropuerto de Baker Lake (del inglés: Baker Lake Airport) (IATA: YBK, OACI: CYBK) está ubicado a 2 MN (3.7 km; 2.3 mi) al suroeste de Baker Lake, Nunavut, Canadá y es operado por el gobierno de Nunavut.

## Aerolíneas y destinos
- Calm Air
  - Winnipeg / Aeropuerto Internacional de Winnipeg-Armstrong
  - Thompson / Aeropuerto de Thompson
- West Wind Aviation
  -  Pronto Airways
    - Points North / Aeropuerto de Points North
    - Saskatoon / Aeropuerto Internacional de Saskatoon John G. Diefenbaker
    - Rankin Inlet / Aeropuerto de Rankin Inlet